# Governo Cresson
Il governo Cresson è stato il ventiduesimo governo della Quinta Repubblica francese, in carica dal 15 maggio 1991 al 2 aprile 1992.
Per la prima volta nella storia francese una donna, Édith Cresson, diventa primo ministro.
Il governo, era appoggiato da una coalizione di sinistra composta da:
- Partito Socialista (PS)
- Movimento dei Radicali di Sinistra (MRG)
- Movimento dei Riformatori (MDR)
- Generazione Ecologica (GE)

## Composizione
- Primo Ministro: Édith Cresson (Partito Socialista)

### Ministri di Stato
- Ministro di Stato dell'Educazione nazionale: Lionel Jospin (PS)
- Ministro di Stato degli Affari esteri: Roland Dumas (PS)
- Ministro di Stato della Funzione pubblica e delle Riforme amministrative: Jean-Pierre Soisson (MDR) (fino al 28 marzo 1992)
- Ministro di Stato delle Città e del Territorio: Michel Delebarre (PS)
- Ministro di Stato dell'Economia, Finanze e Budget: Pierre Bérégovoy (PS)

### Ministri
- Ministro degli Affari sociali e dell'integrazione: Jean-Louis Bianco (PS)
- Ministro dell'Agricoltura e delle foreste: Louis Mermaz (PS)
- Ministro della Cultura e delle comunicazioni, portavoce del governo: Jack Lang (PS)
- Ministro della Cooperazione e dello Sviluppo: Edwige Avice (PS)
- Ministro della Difesa: Pierre Joxe (PS)
- Ministro del Lavoro e della formazione professionale: Martine Aubry (PS)
- Ministro dell'Ambiente: Brice Lalonde (GE)
- Ministro della Logistica, Alloggi, Trasporti e Spazio: Paul Quilès (PS)
- Ministro dell'Interno: Philippe Marchand (PS)
- Ministro della Gioventù e dello Sport: Frédérique Bredin (PS)
- Ministro dei Dipartimenti e dei Territori d'oltre mare: Louis Le Pensec (PS)
- Ministro della Ricerca e della Tecnologia: Hubert Curien
- Ministro dei rapporti con il Parlamento: Jean Poperen (PS)
- Ministro Guardasigilli: Henri Nallet (PS)

### Ministri delegati
- Ministro delegato agli Affari Europei: Élisabeth Guigou (PS)
- Ministro delegato alla Francofonia: Catherine Tasca (PS)
- Ministro delegato al Commercio e all'artigianato: François Doubin (MRG) (fino al 25 maggio 1991)
  - Ministro delegato al Commercio, all'artigianato e ai consumatori: François Doubin (MRG) (dal 25 maggio 1991)
- Ministro delegato al Budget: Michel Charasse (PS)
- Ministro delegato all'Industria ed al commercio estero: Dominique Strauss-Kahn (PS)
- Ministro delegato alle Poste e delle telecomunicazioni: Jean-Marie Rausch
- Ministro delegato alla Sanità: Bruno Durieux
- Ministro delegato alle Comunicazioni: Georges Kiejman (PS)
- Ministro delegato alla Giustizia: Michel Sapin (PS)
- Ministro delegato al Turismo: Jean-Michel Baylet (MRG)

### Segretari di Stato
- Segretario di Stato all'azione umanitaria: Bernard Kouchner
- Segretario di Stato agli Affari esteri: Alain Vivien (PS)
- Segretario di Stato all'insegnamento tecnico: Jacques Guyard (PS)
- Segretario di Stato alle Città e al Territorio: André Laignel (PS)
- Segretario di Stato agli Affari sociali e all'integrazione: Kofi Yamgnane (PS)
- Segretario di Stato alla famiglia e agli anziani: Laurent Cathala (PS) (fino al 22 luglio 1991)
  - Segretario di Stato alla famiglia e agli anziani e ai rimpatriati: Laurent Cathala (PS) (dal 22 luglio 1991)
- Segretario di Stato ai portatori di handicap ed incidenti stradali: Michel Gillibert
- Segretario di Stato alla Cultura: Émile Biasini
- Segretario di Stato alla Difesa: Jacques Mellick (PS)
- Segretario di Stato ai veterani: Louis Mexandeau (PS)
- Segretario di Stato alle politiche abitative: Marcel Debarge (PS)
- Segretario di Stato al Mare: Jean-Yves Le Drian (PS)
- Segretario ai Trasporti stradali e fluviali: Georges Sarre (PS)
- Segretario di Stato alle comunità locali: Jean-Pierre Sueur (PS)
- Segretario di Stato al Commercio estero: Jean-Noël Jeanneney
- Segretario di Stato ai diritti delle donne: Véronique Neiertz (PS)